# Lancer (baseball)
Pour les articles homonymes, voir Lancer.
 (mars 2018).
Si vous disposez d'ouvrages ou d'articles de référence ou si vous connaissez des sites web de qualité traitant du thème abordé ici, merci de compléter l'article en donnant les références utiles à sa vérifiabilité et en les liant à la section « Notes et références ».
Le lancer au baseball désigne le geste du lanceur lorsqu'il envoie la balle vers le batteur. La balle lancée est rattrapée par le receveur. Les lancers ont pour but de produire du jeu, tout en mettant le batteur en difficulté. Pour atteindre cet objectif, les lanceurs varient leurs lancers, tant au niveau de leur localisation dans, ou à l'extérieur de la zone de prises, qu'au niveau de la vitesse des lancers, ou par rapport à leur trajectoire.  

## Description

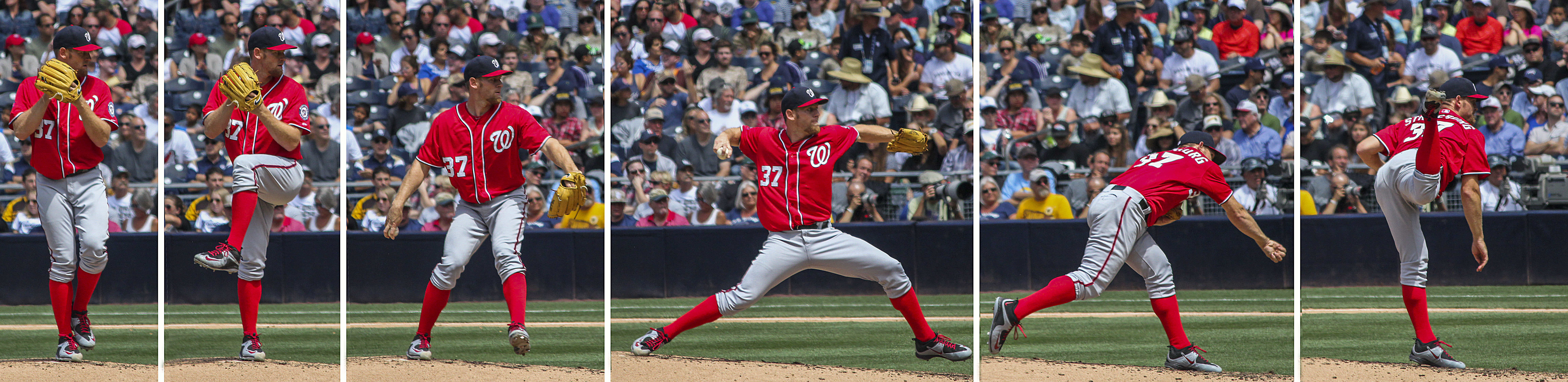
Une séquence de lancer typique, avec la levée du pied libre, le lâcher de balle, et la poussée du pied d'appui. Lanceur : Stephen Strasburg.

Le lancer au baseball désigne uniquement le lancer effectué lorsque le lanceur a un pied en contact avec la plaque de lanceur. Le lancer peut être effectué de différentes façon, et est régi par des contraintes réglementaires. Cependant, certaines étapes sont communes à tous les lanceurs. Le lancer débute par une levée du pied libre (pied gauche pour les droitiers), puis par une prise d'appui vers le marbre, suivi du lâcher de balle, lui-même accompagnée par une poussée de la jambe arrière sur la plaque de lanceur (jambe droite pour les droitiers).

## Techniques de lancer
Le lancer au baseball présente des variations techniques. Celles-ci sont généralement dues à l'angle de lancer, caractérisé par l'angle formé entre le bras et le corps du lanceur. L'angle de lancer modifie la rotation des lancers. Utiliser des lanceurs avec différents angles de lancer permet donc de varier les trajectoires de balles, et de déstabiliser les batteurs.

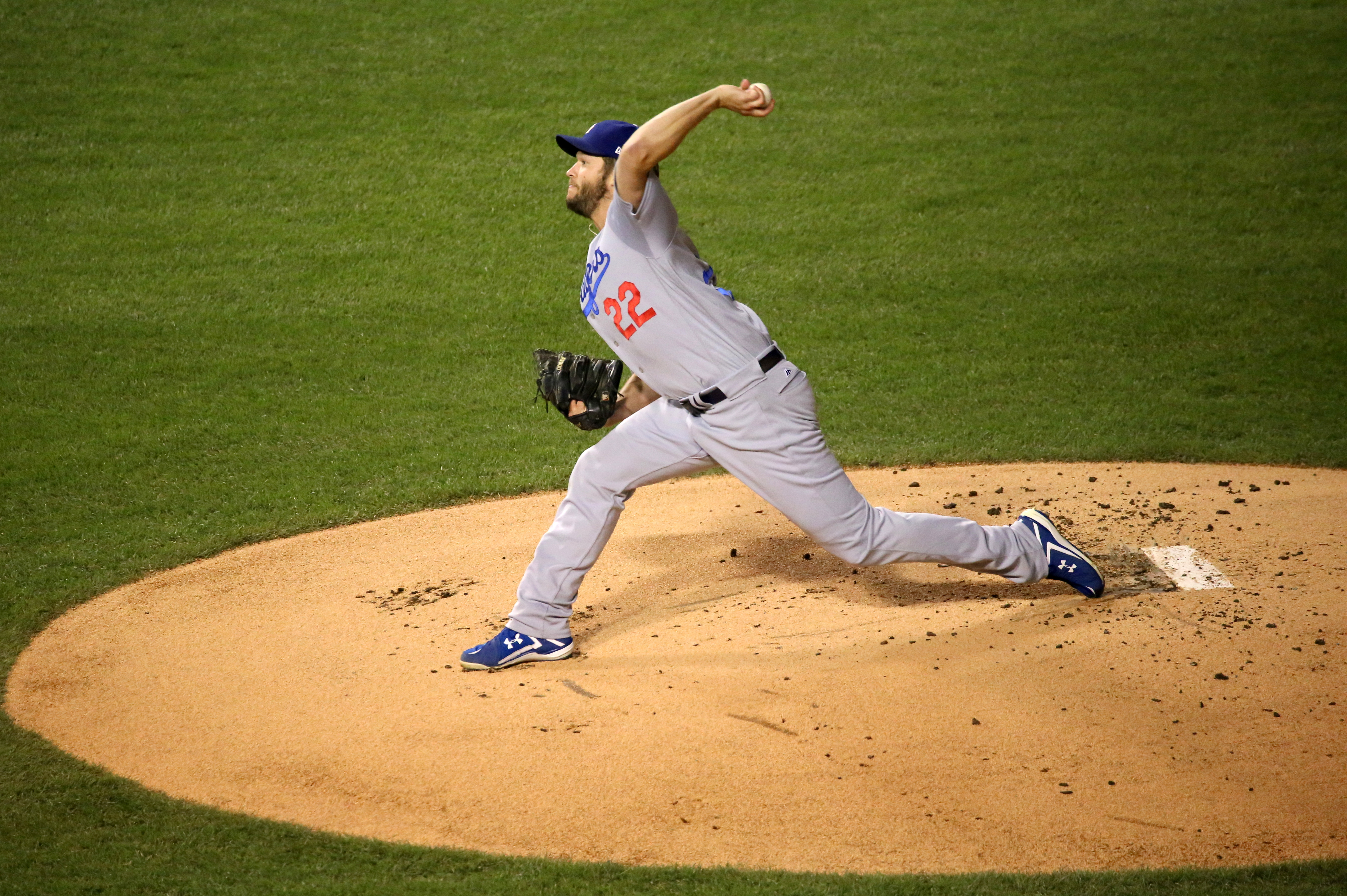
Clayton Kershaw (2016) effectuant un lancer par-dessus.

### Le lancer par-dessus
Le lancer par-dessus est la technique de lancer la plus courante au baseball. Celle-ci se caractérise par un mouvement de balancier des épaules précédant le lâcher de balle. Le bras du lanceur va passer au-dessus de son épaule pour effectuer le lancer. Il s'agit de la technique permettant de donner le plus de vitesse à la balle.

### Le lancer de côté

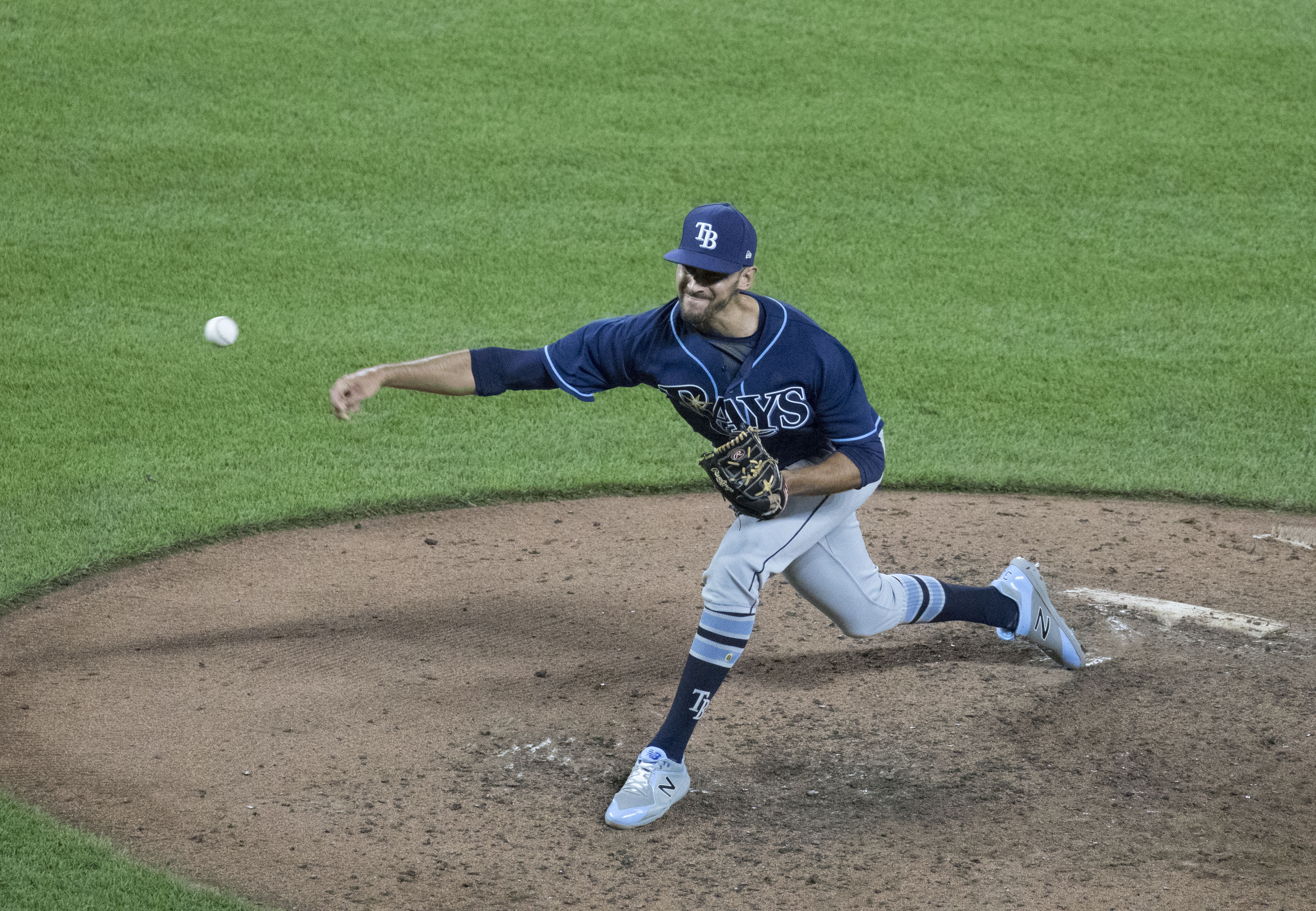
Steve Cishek effectuant un lancer de côté.

Le lancer de côté est fréquemment observé chez les lanceurs de relève,. Le bras du lanceur va passer, en général, à une hauteur comprise entre celle de ses épaules, et celle de ses hanches. Lors du lancer de côté, la balle sera lâchée loin du corps du lanceur (au contraire du lancer par-dessus, ou la balle est lâchée devant le corps du lanceur. Parmi les lanceurs utilisant cette technique dans les Ligues majeures de baseball, il y a notamment Chris Sale (Boston), Pat Neshek (Philadelphie), Steve Cishek (Chicago Cubs).

### Le lancer sous-marin

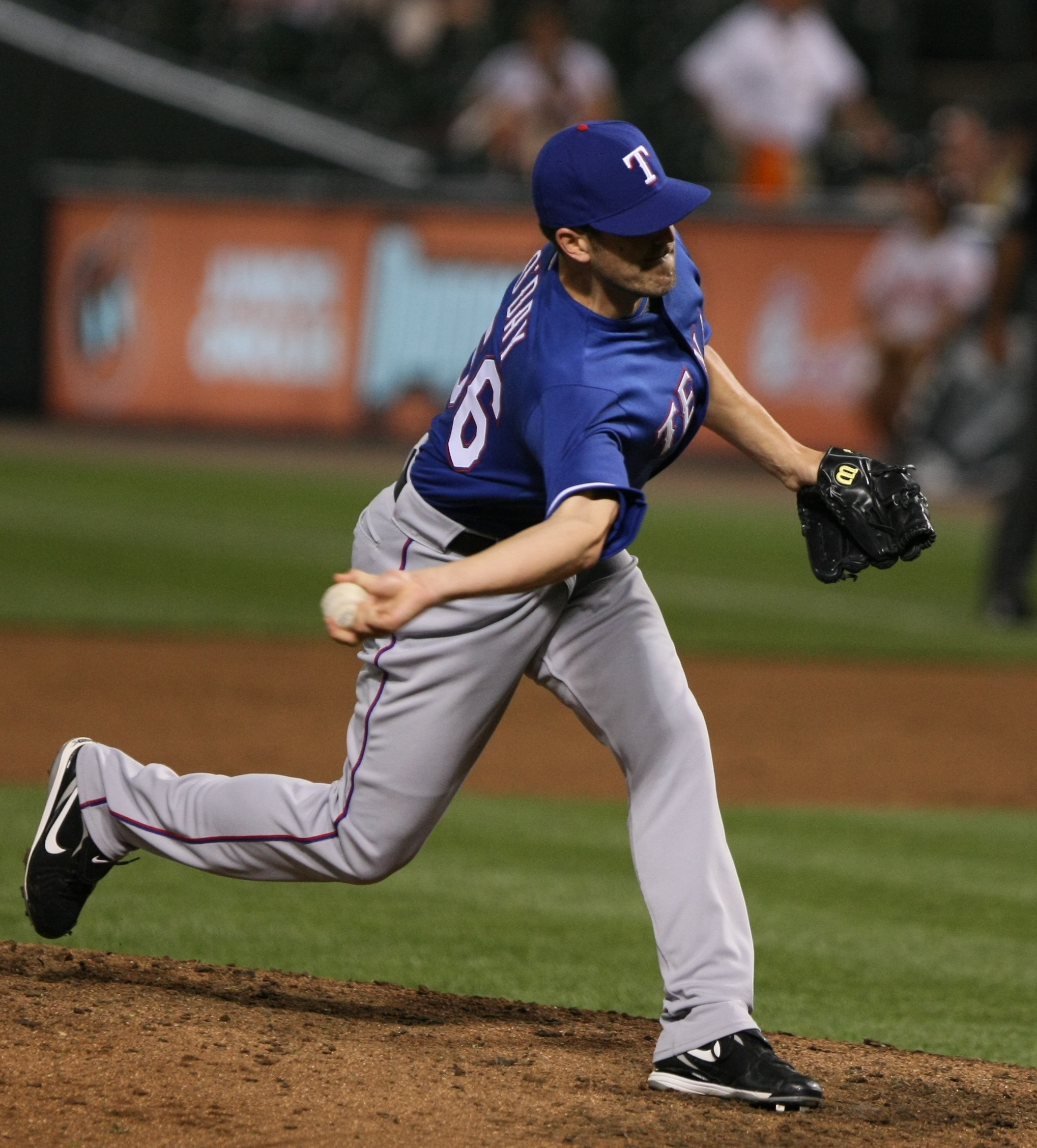
Darren O'Day effectuant un lancer sous-marin.

Le lancer sous-marin est un lancer lâché sous les hanches. Cette technique de lancer est peu courante. Dans les ligues majeures, Darren O'Day est l'un des rares lanceurs à utiliser le lancer sous-marin.

## Types de lancers
Les lanceurs utilisent différents types de lancers pour mettre en échec le batteur.

### La balle rapide
La balle rapide est le lancer principal de tous les lanceurs (à l'exception des lanceurs de balle papillon). Elle peut être lancée avec différentes prises de balles (essentiellement la prise 4-coutures ou la prise 2-coutures). L'action au niveau du poignet sera toujours de projeter la balle vers la cible pour obtenir la trajectoire la plus droite, et la vitesse la plus élevée possible. Les lancers rapides peuvent atteindre une vitesse de 169 km/h.

### Le changement de vitesse
Le changement de vitesse est un autre lancer très utilisé, principalement chez les lanceurs puissants. Les prises de balles du changement de vitesse sont multiples, et il s'accompagne parfois d'une légère modification de la trajectoire du lancer. Le but d'un tel lancer est de surprendre un batteur s'attendant à une balle rapide, afin que celui-ci s'élance trop tôt.

### Les balles à effet
Les lanceurs utilisent une gamme de balles à effet variable. Le but de ces lancers est de surprendre le batteur par une trajectoire inhabituelle. La vitesse des balles à effet est variable, mais se situe généralement entre la balle rapide et le changement de vitesse.  Le plus souvent, les balles à effet sont effectuées à l'aide d'un mouvement du poignet au moment du lâcher de balle, donnant à la balle sa trajectoire. Parmi les effets, les plus courants sont :
- La balle courbe
- La balle glissante
- La balle plongeante
- La balle coupante

D'autres balles à effets existent, mais sont plus rarement observés, comme la balle tire-bouchon.

## Les contraintes règlementaires du lancer
Outre l'aspect technique, le lancer comporte certaines contraintes règlementaires. Notamment, le lancer ne peut être effectué que lorsque le batteur est dans la boîte de batteur. 
D'autre part, lorsqu'il y a des coureurs sur bases, d'autres règles viennent s'ajouter à celle-ci. La violation de ces règles entraîne une feinte illégale, sanctionnées d'une avancée sur base pour les coureurs.